# Дзёдзюцу
Дзёдо (яп. 杖道) или дзёдзюцу — японское боевое искусство, в котором используется короткий боевой посох — дзё. Входит в программы обучения множества традиционных и современных школ боевых искусств.

## Описание
Дзёдо не ставит во главу угла атаку, а считает необходимым действовать в зависимости от атаки противника, контролируя ситуацию. Его ведущий моральный принцип: «Не нанося ран противнику, проучить его и предостеречь».
Тренировки дзёдо — это парная отработка ката или базовой техники кихон (базовые элементы отрабатываются также и в одиночку).
У одного партнёра в руках тати или боккэн, у другого — дзё.
Длина дзё приблизительно 128 см. Он был длиннее, чем стандартный тати (длинный меч), но короче, чем бо (шест), из-за чего приобрёл бо́льшую подвижность. Удар дзё очень опасен, так как, изготовленный из дуба, очень насыщенного водой, он способен сломать даже клинок меча.
Утидати — партнёр, вооружённый мечом, буквально — «бьющий меч». Также говорят: «ути» (сокращенно) и «тати» (по названию оружия).
Сидати — партнёр, вооружённый дзё, буквально — «делающий меч». Также говорят — «сидзё» (так как он вооружен дзё, а не мечом), «си» (сокращённо), «дзё» (по названию оружия).
Тот, кто держит тати, считается старшим, он учит, давая себя победить.